# 密爾沃基河

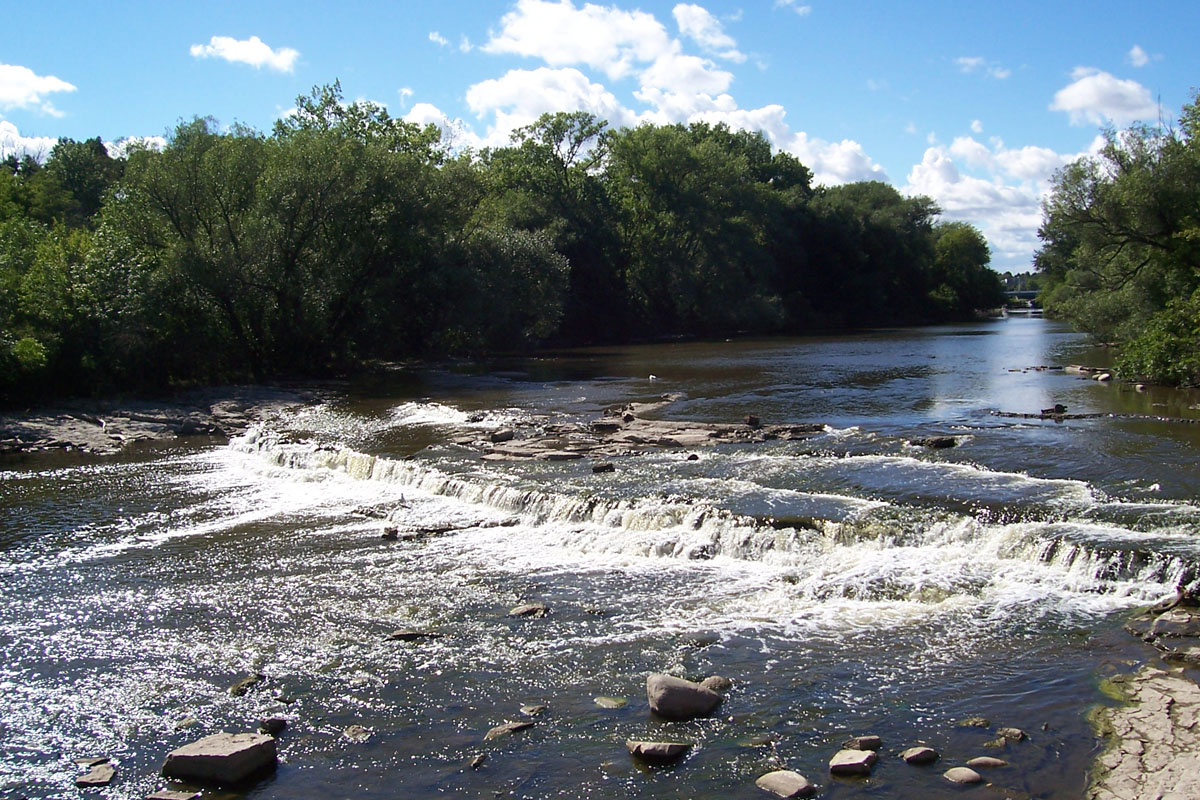
威斯康辛州肖爾伍德埃斯塔布魯克公園的湖畔

密爾沃基河（英語：Milwaukee River）是威斯康辛州的一條河流，長約104英里（167公里）。在密爾瓦基市中心的河岸邊 ，有一條以藝術展覽、划船和餐廳為特色的密爾瓦基河濱步道。

## 水文
這條河從威斯康辛州豐迪拉克縣開始，向南流經格拉夫頓，流入密爾瓦基市中心，然後流入密歇根湖。 有著雪松溪、梅諾莫尼河和金尼金尼河三個主要支流。
密爾沃基河流域面積為882平方英里（2,280平方公里)，位於威斯康辛州東南部，流經包括道奇縣、豐杜拉克縣、密爾瓦基縣、奧扎基縣、希博伊根縣、華盛頓縣和沃基肖縣的部分地區，是密歇根湖次流域的一部分，該次流域本身是聖勞倫斯河流域的一部分，由五大湖提供水源。

## 歷史
在歐洲人移民之前 ，密爾沃基河地區居住著美洲原住民，直到雅克·馬凱特和英文:路易斯·喬利埃特從密歇根湖穿過密爾沃基河前往福克斯河和密西西比河。在大約1834~35年以前這條河被稱為「Maynawalky」，而現在的梅諾莫尼河被稱為「Milwalky」。

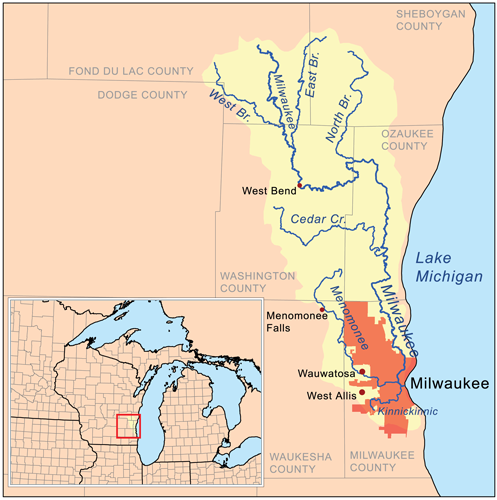
密爾沃基河流域圖

19世紀初，密爾沃基河和金尼金尼河兩岸形成了三個城鎮：朱諾鎮、沃克角和基爾伯恩敦。1846年，不同地區的居民為修建橫跨密爾沃基河的橋樑而爆發密爾沃基大橋戰爭，之後，三個城鎮合併為密爾瓦基市。

## 橋樑

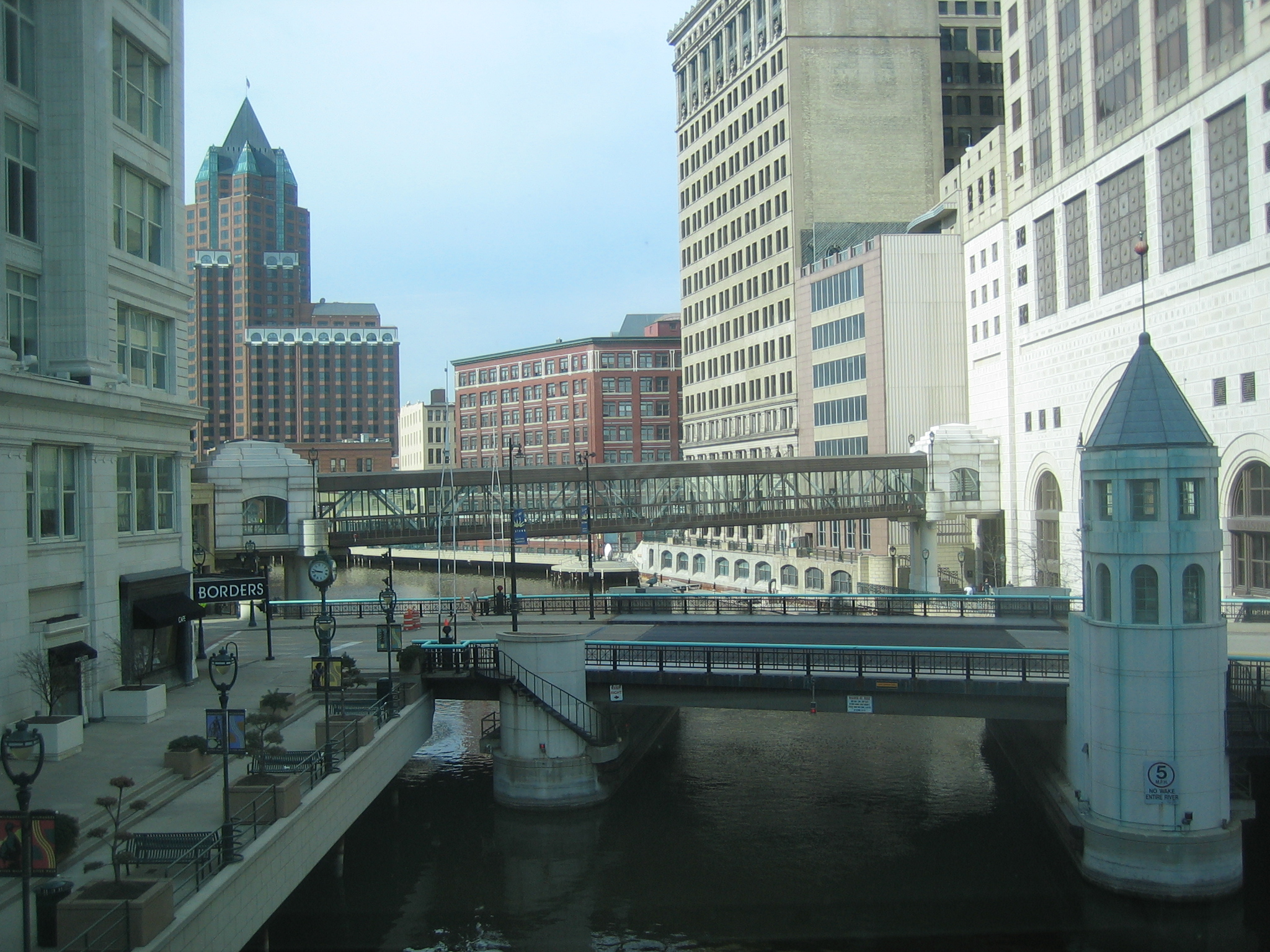
密爾沃基河穿過威斯康辛大橋進入密爾沃基市中心

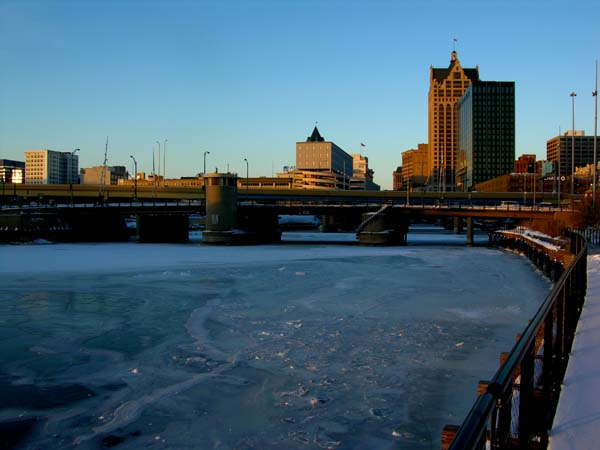
結冰的密爾沃基河

密爾沃基河上有許多活動橋，例如吊橋和液壓驅動的上開橋，大多允許行人和車輛通行。且也有許多固定的橋樑，像是步行橋和鐵路棧橋。
以下是從北到南的部分橋樑列表：
- 棕鹿路橋（Brown Deer Road Bridge）
- 定位線公路橋（Range Line Road Bridge）
- 好望路橋（Good Hope Road Bridge）
- 綠樹路橋（Green Tree Road Bridge）
- 本德路橋（Bender Road Bridge）
- 銀泉橋（Silver Spring Drive Bridge）
- 漢普頓大橋（Hampton Avenue Bridge）
- I-43橋（I-43 Bridge）
- 華盛頓港路橋（Port Washington Road Bridge）
- 州議會大廈驅動橋（Capitol Drive Bridge）
- 蝗蟲街橋（Locust Street Bridge）
- 北大道橋（North Avenue Bridge）
- 北洪堡步行橋（North-Humboldt Pedestrian Bridge）
- 洪堡街橋（Humboldt Street Bridge）
- 霍爾頓街高架橋（Holton Street Viaduct）（1926）
- 宜人街橋（Pleasant Street Bridge）
- 櫻桃街橋（Cherry Street Bridge）
- 麥金利大橋，又名納普街橋（McKinley Avenue Bridge aka Knapp Street Bridge）
- 朱諾大橋（Juneau Avenue Bridge）
- 高地大道人行天橋（Highland Avenue Pedestrian Bridge）
- 州街大橋（State Street Bridge）
- 基爾伯恩大橋（Kilbourn Avenue Bridge）
- 威爾斯街大橋（Wells Street Bridge）
- 威斯康辛大橋（Wisconsin Avenue Bridge）
- 密歇根街橋（Michigan Street Bridge）
- 克萊伯恩街橋（Clybourn Street Bridge）
- I-794橋（I-794 Bridge）
- 聖保羅大橋（Saint Paul Avenue Bridge）
- 水街橋（Water Street Bridge）
- 百老匯橋，又名密爾沃基街橋（Broadway Bridge aka Milwaukee Street Bridge）
- 還安橋（Hoan Bridge）

## 大壩
密爾沃基河上當前和以前的水壩，從下游開始列起
| 名稱                 | 所屬城市     | 目前狀態 | 拆除年分 |
| -------------------- | ------------ | -------- | -------- |
| 北大道大壩           | 密爾沃基     | 已拆除   | 1997     |
| 埃斯塔布魯克公園大壩 | 密爾沃基     | 已拆除   | 2018     |
| Kletzsch公園大壩     | 密爾沃基     | 啟用中   |          |
| 蒂恩斯維爾大壩       | 蒂恩斯維爾   | 啟用中   |          |
| 石灰窯壩             | 格拉夫頓     | 已拆除   | 2010     |
| 格拉夫頓椅子工廠大壩 | 格拉夫頓     | 已拆除   | 1999     |
| 橋街大壩             | 格拉夫頓     | 啟用中   |          |
| 沃貝卡大壩           | 沃貝卡       | 已拆除   | 2003     |
| 紐堡大壩             | 紐堡         | 已拆除   | 2012     |
| 毛紡廠壩             | 達堡市       | 啟用中   |          |
| 西本德大壩           | 西本德       | 啟用中   |          |
| 加多米爾大壩         | 西本德       | 啟用中   |          |
| 基瓦斯庫姆大壩       | 基瓦斯庫姆   | 啟用中   |          |
| 伯尼斯湖大壩         | 阿什福德鎮   | 啟用中   |          |
| 坎貝爾斯波特大壩     | 坎貝爾斯波特 | 已拆除   | 2009     |
| 古斯維爾大壩         | 古斯維爾     | 啟用中   |          |